# I grandi successi originali (Donatella Moretti)
I grandi successi originali è una raccolta della cantante Donatella Moretti pubblicata nel 2003 dalla RCA Italiana, distribuita in CD e MC.

## Tracce
CD 1
1. Quando vedrete il mio caro amore (Loredana Ognibene, Ennio Morricone)
2. L'abbraccio (Joaquin Prieto, Sergio Bardotti)
3. Ti Chiedo Scusa (L. Ognibene, E. Morricone)
4. Non temere (L. Ognibene, E. Morricone)
5. Ti vedo uscire (Bruno Zambrini, Franco Migliacci, Luis Enríquez Bacalov)
6. Matrimonio d'interesse (L. Ognibene, E. Morricone)
7. Un giorno di mare (Carlo Alberto Rossi, Flavio Carraresi, E. Morricone)
8. Fino alla fine (F. Migliacci, J. Prieto, E. Morricone)
9. Ogni felicità (L. Ognibene, E. Morricone)
10. Era più di un anno (B. Zambrini, F. Migliacci, L. E. Bacalov)
11. La legge dell'amore (Gino Paoli)
12. Mille gocce piccoline (L. Ognibene, E. Morricone)

CD 2
1. Se potessi (Carlo Arden, Carlo Scartocci, Luigi Claudio, Vittorio Bezzi)
2. Attento a te (Enrico Polito, F. Migliacci)
3. Chiaro di luna sul mare (B. Zambrini, F. Migliacci, L. E. Bacalov)
4. Cosa fai dei miei vent'anni (Giuseppe Cassia, Mario Pagano)
5. Non m'importa più (B. Zambrini, Giancarlo Guardabassi)
6. Le stelle in mano (L. Ognibene, E. Morricone)
7. Santi di cioccolata (L. Ognibene, E. Morricone)
8. Nessuno sa (L. Ognibene, E. Morricone)
9. Uno solo (L. Ognibene, E. Morricone)
10. Non puoi avere scordato (L. Ognibene, E. Morricone)
11. Passeranno (L. Ognibene, E. Morricone)
12. Non me ne importa niente della gente (L. Ognibene, E. Morricone)